# Campeonato Brasileño de Fútbol 2002
El Campeonato Brasileño de Fútbol 2002 fue la 47.ª edición del Campeonato Brasileño de Serie A. El mismo comenzó el 10 de agosto de 2001 y finalizó el 15 de diciembre del corriente año.
El campeón fue el Santos, que ganó su séptimo título en su historia.

## Formato
- Primera fase: Los 26 equipos jugaron entre sí una vez. Los primeros 8 equipo que más puntos lograron (3 por victoria y 1 por empate) pasaron a la fase final del torneo.

- Fase final: Los cuartos de final y las semifinales, se jugaron a partido único con ventaja para el equipo con la mejor campaña; en la final, a doble partido con ventaja de campo en el segundo juego y la doble ventaja para el equipo con la mejor campaña.

- Descenso: Los 4 equipos con menos puntos descendieron al Campeonato Brasileiro Série B del año siguiente.

## Ascensos y descensos
En esta temporada, los equipos ascendidos son Paysandu y Figueirense campeón y subcampeón del Campeonato Brasileño de Serie B 2002 , que reemplazaron a Santa Cruz de Recife, América Mineiro, Botafogo Ribeirão Preto y Sport Recife disminuyendo la cantidad de equipos participantes de 28 a 26 equipos.

## Clasificación de la primera fase
| Pos | Equipo              | Pts | PJ | PG | PE | PP | GF | GC | Dif |
| --- | ------------------- | --- | -- | -- | -- | -- | -- | -- | --- |
| 1   | São Paulo           | 52  | 25 | 16 | 4  | 5  | 57 | 35 | +22 |
| 2   | São Caetano         | 47  | 25 | 14 | 5  | 6  | 42 | 28 | +14 |
| 3   | Corinthians         | 43  | 25 | 12 | 7  | 6  | 37 | 35 | +2  |
| 4   | Juventude           | 41  | 25 | 12 | 5  | 8  | 34 | 30 | +4  |
| 5   | Grêmio              | 41  | 25 | 11 | 8  | 6  | 39 | 29 | +10 |
| 6   | Atlético Mineiro    | 40  | 25 | 12 | 4  | 9  | 49 | 43 | +6  |
| 7   | Fluminense          | 40  | 25 | 12 | 4  | 9  | 43 | 46 | –3  |
| 8   | Santos              | 39  | 25 | 11 | 6  | 8  | 46 | 36 | +10 |
| 9   | Cruzeiro            | 39  | 25 | 11 | 6  | 8  | 40 | 39 | +1  |
| 10  | Vitória             | 37  | 25 | 11 | 4  | 10 | 46 | 42 | +4  |
| 11  | Coritiba            | 36  | 25 | 11 | 3  | 11 | 34 | 34 | 0   |
| 12  | Goiás               | 36  | 25 | 10 | 6  | 9  | 42 | 39 | +3  |
| 13  | Ponte Preta         | 34  | 25 | 10 | 4  | 11 | 35 | 34 | +1  |
| 14  | Atlético Paranaense | 34  | 25 | 9  | 7  | 9  | 39 | 33 | +6  |
| 15  | Vasco da Gama       | 33  | 25 | 10 | 3  | 12 | 37 | 38 | –1  |
| 16  | Guarani de Campinas | 33  | 25 | 9  | 6  | 10 | 32 | 35 | –3  |
| 17  | Figueirense         | 31  | 25 | 9  | 4  | 12 | 34 | 43 | –9  |
| 18  | Flamengo            | 30  | 25 | 8  | 6  | 11 | 38 | 39 | –1  |
| 19  | Bahia               | 30  | 25 | 8  | 6  | 11 | 35 | 38 | –3  |
| 20  | Paysandu Belém      | 29  | 25 | 9  | 2  | 14 | 35 | 46 | –11 |
| 21  | Internacional       | 29  | 25 | 7  | 8  | 10 | 36 | 37 | –1  |
| 22  | Paraná Clube        | 28  | 25 | 8  | 4  | 13 | 37 | 42 | –5  |
| 23  | Portuguesa          | 27  | 25 | 7  | 6  | 12 | 26 | 40 | –14 |
| 24  | Palmeiras           | 27  | 25 | 6  | 9  | 10 | 37 | 46 | –9  |
| 25  | Gama                | 25  | 25 | 7  | 4  | 14 | 30 | 39 | –9  |
| 26  | Botafogo            | 25  | 25 | 6  | 7  | 12 | 24 | 39 | –15 |

Pts - puntos; PJ - partidos jugados; PG - ganados; PE - empatados; PP - perdidos; GF - goles a favor; GC - goles en contra; DG - diferencia de goles
|  |                                      |
|  | Equipos clasificados a la fase final |
|  | Equipos descendidos a la Serie B     |

## Fase final
|  | Cuartos de final | Cuartos de final | Cuartos de final |   |            | Semifinales | Semifinales | Semifinales |  |  | Final  | Final | Final |
|  |                  |                  |                  |   |            |             |             |             |  |  |        |       |       |
|  |                  |                  |                  |   |            |             |             |             |  |  |        |       |       |
|  | Santos           | 3                | 2                |   |            |             |             |             |  |  |        |       |       |
|  | São Paulo        | 1                | 1                |   |            |             |             |             |  |  |        |       |       |
|  | São Paulo        | 1                | 1                |   | Santos     | 3           | 0           |             |  |  |        |       |       |
|  |                  |                  |                  |   | Santos     | 3           | 0           |             |  |  |        |       |       |
|  |                  | Grêmio           | 0                | 1 |            |             |             |             |  |  |        |       |       |
|  | Grêmio           | Grêmio           | 0                | 1 | 0          | 1           |             |             |  |  |        |       |       |
|  | Grêmio           |                  |                  |   | 0          | 1           |             |             |  |  |        |       |       |
|  | Juventude        | 0                | 0                |   |            |             |             |             |  |  |        |       |       |
|  |                  |                  |                  |   |            |             |             |             |  |  | Santos | 2     | 3     |
|  |                  |                  | Corinthians      | 0 | 2          |             |             |             |  |  |        |       |       |
|  | Atlético Mineiro | 2                | 1                |   |            |             |             |             |  |  |        |       |       |
|  | Corinthians      | 6                | 2                |   |            |             |             |             |  |  |        |       |       |
|  | Corinthians      | 6                | 2                |   | Fluminense | 1           | 2           |             |  |  |        |       |       |
|  |                  |                  |                  |   | Fluminense | 1           | 2           |             |  |  |        |       |       |
|  |                  | Corinthians      | 0                | 3 |            |             |             |             |  |  |        |       |       |
|  | Fluminense       | Corinthians      | 0                | 3 | 3          | 0           |             |             |  |  |        |       |       |
|  | Fluminense       |                  |                  |   | 3          | 0           |             |             |  |  |        |       |       |
|  | São Caetano      | 0                | 2                |   |            |             |             |             |  |  |        |       |       |

### Final
| 8 de diciembre de 2002 | Santos                 | 2 – 0 | Corinthians | Estádio do Morumbi, São Paulo,                                       |                                                                      |
|                        | Alberto 15' Renato 89' |       |             | Asistencia: 58.534 espectadores Árbitro(s): Antônio Pereira da Silva | Asistencia: 58.534 espectadores Árbitro(s): Antônio Pereira da Silva |

| 15 de diciembre de 2002 | Corinthians             | 2 – 3 | Santos                                 | Estádio do Morumbi, São Paulo,                                   |                                                                  |
|                         | Deivid 75' Ânderson 84' |       | Robinho (pen) 37' Elano 88' Léo 90'+2' | Asistencia: 74.592 espectadores Árbitro(s): Carlos Eugênio Simon | Asistencia: 74.592 espectadores Árbitro(s): Carlos Eugênio Simon |

|                                 |
| Bandera del estado de São Paulo |
| Campeón Santos FC 7.º título    |

- Santos FC y Corinthians, campeón y subcampeón respectivamente, más el tercer clasificado el Grêmio clasifican a Copa Libertadores 2003.

- Corinthians clasificó a Copa Libertadores 2003 por ser campeón de la Copa de Brasil 2002 y Paysandu Belém por ser campeón de la Copa de Campeones de Brasil 2002.

## Goleadores
| Pos. | Jugador       | Club             | Goles |
| ---- | ------------- | ---------------- | ----- |
| 1    | Luís Fabiano  | Sao Paulo        | 19    |
| 1    | Rodrigo Fabri | Gremio           | 19    |
| 3    | Dimba         | Gama             | 17    |
| 4    | Romário       | Fluminense       | 16    |
| 5    | Mancini       | Atlético Mineiro | 15    |
| 5    | Ramon         | Vasco da Gama    | 15    |
| 7    | Liédson       | Flamengo         | 14    |
| 8    | Deivid        | Corinthians      | 13    |
| 8    | Guilherme     | Corinthians      | 13    |
| 8    | Maurílio      | Paraná           | 13    |

## Serie B
- Tabla primera fase, los ocho primeros clasifican a cuartos de final.
| Pos | Equipo            | Pts | PJ | PG | PE | PP | GF | GC | Dif |
| --- | ----------------- | --- | -- | -- | -- | -- | -- | -- | --- |
| 1   | Criciúma          | 51  | 25 | 16 | 3  | 6  | 45 | 34 | +11 |
| 2.  | Sport Recife      | 50  | 25 | 15 | 5  | 5  | 38 | 21 | +17 |
| 3.  | Fortaleza         | 48  | 25 | 15 | 3  | 7  | 48 | 24 | +24 |
| 4.  | Santa Cruz Recife | 47  | 25 | 13 | 8  | 4  | 46 | 24 | +22 |
| 5.  | Avaí              | 46  | 25 | 14 | 4  | 7  | 39 | 20 | +19 |
| 6.  | América Mineiro   | 40  | 25 | 12 | 4  | 9  | 49 | 36 | +13 |
| 7.  | Paulista Jundiaí  | 39  | 25 | 11 | 6  | 8  | 37 | 27 | +10 |
| 8.  | Remo              | 38  | 25 | 11 | 5  | 9  | 37 | 35 | +2  |
| 9.  | CRB Alagoas       | 38  | 25 | 10 | 8  | 7  | 35 | 32 | +3  |
| 10. | América de Natal  | 36  | 25 | 10 | 6  | 9  | 46 | 35 | +11 |
| 11. | Mogi Mirim        | 35  | 25 | 11 | 2  | 12 | 37 | 39 | -2  |
| 12. | Joinville         | 34  | 25 | 10 | 4  | 11 | 36 | 44 | -8  |
| 13. | Ceará             | 33  | 25 | 9  | 6  | 10 | 35 | 27 | +8  |
| 14. | Caxias            | 33  | 25 | 9  | 6  | 10 | 31 | 24 | +7  |
| 15. | Vila Nova-GO      | 33  | 25 | 9  | 6  | 10 | 40 | 35 | +5  |
| 16. | União São João    | 33  | 25 | 9  | 6  | 10 | 32 | 40 | -8  |
| 17. | Anapolina         | 33  | 25 | 8  | 9  | 8  | 33 | 35 | -2  |
| 18. | Londrina          | 33  | 25 | 8  | 9  | 8  | 28 | 30 | -2  |
| 19. | São Raimundo      | 32  | 25 | 10 | 2  | 13 | 34 | 37 | -3  |
| 20. | Náutico Recife    | 32  | 25 | 9  | 5  | 11 | 38 | 35 | +3  |
| 21. | Americano         | 32  | 25 | 9  | 5  | 11 | 34 | 36 | -2  |
| 22. | Botafogo-SP       | 30  | 25 | 8  | 6  | 11 | 36 | 60 | -24 |
| 23. | Sampaio Corrêa    | 25  | 25 | 7  | 4  | 14 | 25 | 50 | -25 |
| 24. | Guarany de Sobral | 20  | 25 | 5  | 5  | 15 | 28 | 51 | -23 |
| 25. | XV de Piracicaba  | 19  | 25 | 5  | 4  | 16 | 19 | 44 | -25 |
| 26. | Bragantino        | 17  | 25 | 4  | 5  | 16 | 23 | 54 | -31 |

Pts - puntos; PJ - partidos jugados; PG - ganados; PE - empatados; PP - perdidos; GF - goles a favor; GC - goles en contra; DG - diferencia de goles
|  |                                                        |
|  | Equipos clasificados a cuartos de final.               |
|  | Equipos descendidos al Campeonato Brasileño de Serie C |

### Cuartos de final
| Equipo 1         | Agr.  | Equipo 2          | Ida | Vuelta |
| ---------------- | ----- | ----------------- | --- | ------ |
| Paulista Jundiaí | 3 - 2 | Sport Recife      | 2-1 | 1-1    |
| América Mineiro  | 0 - 2 | Fortaleza         | 0-0 | 0-2    |
| Avaí             | 2 - 3 | Santa Cruz Recife | 1-1 | 1-2    |
| Remo             | 2 - 5 | Criciúma          | 2-1 | 0-4    |

### Semifinales
| Equipo 1         | Agr.  | Equipo 2  | Ida | Vuelta |
| ---------------- | ----- | --------- | --- | ------ |
| Paulista Jundiaí | 3 - 8 | Fortaleza | 1-6 | 2-2    |
| Santa Cruz       | 0 - 4 | Criciúma  | 0-1 | 0-3    |

### Final
| Equipo 1  | Agr.  | Equipo 2 | Ida | Vuelta |
| --------- | ----- | -------- | --- | ------ |
| Fortaleza | 3 - 4 | Criciúma | 2-0 | 1-4    |

- Criciúma y Fortaleza, campeón y subcampeón respectivamente, ascienden a la Serie A.